# Tassilo al III-lea de Bavaria
Tassilo al III-lea (n. cca. 741 - d. cca. 796) a fost duce de Bavaria între 748 și 788, ultimul reprezentant al dinastiei Agilolfingilor.
Tassilo și-a început domnia în Bavaria pe când era încă un copil, fiind sub tutela majordomului franc Pepin cel Scurt, după ce tatăl lui Tassilo, ducele Odilo de Bavaria, murise în 747, iar fratele vitreg al lui Pepin, Grifo încercase să preia ducatul pentru sine. Pepin l-a înlăturat pe Grifo și l-a instalat pe tânărul Tassilo ca duce, dar sub suzeranitate francă.
Mai tîrziu, în 757, potrivit Annales regni Francorum, Tassilo a fost confirmat ca vasal al lui Pepin pentru pământurile sale în cadrul unei adunări ținute la Compiègne. Se menționează că el ar fi jurat cu acea ocazie fidelitate veșnică lui Pepin și fiilor acestuia, Carol și Carloman. Totuși, această descriere a evenimentului este considerată că ar constitui o reelaborare ulterioară, menită să justifice dominația de mai tîrziu a lui Carol cel Mare.
Din punctul de vedere al francilor, Tassilo și-a încălcat obligațiile militare față de Pepin în 763, atunci când, sub pretextul de a fi fost bolnav, a refuzat să participe la campania francilor din Aquitania. K. L. Pearson sugerează că acest refuz ar fi ținut seamă de o alianță anterioară încheiată de tatăl lui Tassilo și ducele Hunald I de Aquitania din 743. Indiferent de motivele care au stat la baza refuzului lui Tassilo, Annales regni Francorum, atunci când descriu acel an, sunt extrem de răuvoitoare la adresa ducelui de Bavaria.
Acest incident a revenit atunci când Carol cel Mare și papa Adrian I căutau să argumenteze că Tassilo nu era un principe independent, ci un vasal rebel care trebuie pedepsit. Această pedeapsă a fost dusă la îndeplinire după mai multe manevre politice în 788, când Tassilo a fost în cele din urmă depus și trimis la mănăstire. În 794, Tassilo a fost nevoit să renunțe încă o dată pretențiile sale și ale familiei sale asupra Bavariei, în cadrul unui sinod desfășurat la Frankfurt.
Tassilo a fost căsătorit cu Liutperga, fiică a ultimului rege al longobarzilor, Desiderius.
El este venerat ca sfânt în Biserica Romano-Catolică, având ziua de celebrare în 13 decembrie.